# 薛嘉麟
薛嘉麟現為中星集團董事會主席，2013年出任花旗銀行獨立非執行董事兼商務總監並持有香港中文大學行政人員工商管理碩士學位及市場學碩士學位

## 生平
目前社會公職為：香港青年聯會會董、香港菁英會委員、香港青年企業家協會會員、珠港青年交流促進會會董、香港清遠友好協進會會員、香港廣西社團總會會員、第十一届广西壮族自治区政协委员、廣西防城港市政協常務委員、保良局總理。薛的妻子是模特兒諸葛紫岐。